# Allan Andersson
Allan Ejvin Andersson (* 4. März 1931 in Offerdal; † 10. Mai 2010 in Idre) war ein  schwedischer Skilangläufer.
Andersson, der für den Idre SK startete, belegte bei den nordischen Skiweltmeisterschaften 1958 in Lahti den 25. Platz über 15 km. Im folgenden Jahr lief er bei den Lahti Ski Games auf den sechsten Platz über 15 km und auf den vierten Rang über 50 km. Bei seiner einzigen Olympiateilnahme im Februar 1960 in Squaw Valley errang er den 13. Platz über 30 km.